# ایپو وایت کافی
ایپو وایت کافی (چینی: 白咖啡، تامیلی: ஒயிட் காபி) یک نوشیدنی قهوه پرطرفدار است که از ایپوه، پراک، مالزی نشات گرفته است و در نتیجه ایپو به عنوان یکی از سه شهر برتر قهوه توسط لونلی پلانت انتخاب شده است. دانه‌های قهوه با کره (مارگارین) روغن پالم رست می‌شوند و قهوه به دست آمده با شیر عسلی سرو می‌شود.